# Peter Arvid Svanström
Peter Arvid Svanström, född 14 mars 1884 i Karl Gustavs församling i Norrbottens län, död 24 februari 1935 i Umeå, var en svensk borgmästare. 
Svanström blev student 1904 och avlade juris kandidatexamen vid Uppsala universitet 1909. Han tjänstgjorde därefter i Torneå domsaga till 1912 samt vid Svea hovrätt till 1914 och blev året därpå borgmästare i Umeå stad, där han stannade till sin död. Han var under många år förordnad såsom krigsdomare.